# Theater of Salvation
Theater of Salvation to trzeci album grupy power metalowej grupy Edguy. Został on wydany 1 lutego 1999 roku przez AFM Records. Jest to pierwsze wydawnictwo zespołu z perkusistą Felixem Bohnke i basistą Tobiasem Exxelem.

## Lista utworów
1. The Healing Vision – 1:11
2. Babylon – 6:10
3. The Headless Game – 5:31
4. Land of the Miracle – 6:32
5. Wake Up the King – 5:43
6. Falling Down – 4:36
7. Arrows Fly – 5:03
8. Holy Shadows – 4:31
9. Another Time – 4:07
10. The Unbeliever' – 5:47
11. Theater of Salvation – 12:25

## Twórcy
- Jens Ludwig – gitara
- Tobias Sammet – śpiew, instrumenty klawiszowe
- Dirk Sauer – gitara
- Tobias Exxel – gitara basowa
- Felix Bohnke – perkusja

## Inne wydania
Digipack oraz japońska wersja Theater of Salvation zawierają 3 bonusowe utwory:
- For a Trace of Life – 4:13
- Walk on Fighting (Live) – 5:40
- Fairytale (Live) – 6:21